# Rodzina Morello
Rodzina Morello – nowojorska przestępcza rodzina Morello. Członkowie klanu przybyli do Nowego Jorku pod koniec XIX wieku. Wywodzili się z sycylijskiego miasta Corleone. Uznawani są za pierwszą mafijną rodzinę na terytorium Stanów Zjednoczonych, w skład której wchodzili bracia, bracia przyrodni i szwagrowie.
Za pierwszego przywódcę uznaje się Antonio Morello (odpowiadał za ok. 40 morderstw). Schedę po jego śmierci objęli jego młodsi bracia:
- Nicholas Morello (1866 – 1916),
- Joe Morello.

Joe był brutalnym mordercą, który razem ze szwagrem Wolf Lupo prowadził w Harlemie tajny lokal, w którym razem torturowali i mordowali swoich przeciwników. Jednakże nie był na tyle błyskotliwy i sprytny, aby przejąć stery przywódcy rodziny. Na czele rodziny stanął Nicolas, który jako jeden z pierwszych gangsterów dostrzegł korzyści w połączeniu grup przestępczych w ogólnokrajowy syndykat (plan ten wdrożyli po latach Lucky Luciano i Meyer Lansky). Jego ambitny plan – dla niego samego – nie ziścił się. W 1916 roku padł ofiarą walk z neapolitańską Camorrą, której przywódcą był Don Pelligrino Morano (ich wojna była niczym innym jak odwieczną rywalizacją Sycylijczyków z Neapolitańczykami przeniesiona na grunt amerykański).
Po jego śmierci przywództwo objął Ciro Terranova, jednakże nie cieszył się szacunkiem innych bossów świata przestępczego (m.in. Lucky Luciano – uważał go za mięczaka, który nie umie o swoje walczyć). Silną pozycję w rodzinie miał Peter „the Clutching Hand” Morello, który z biegiem czasu zdobył pozycję bliskiego doradcy Giuseppe „Joe Boss” Masserii.
Peter Morello zginął w 1930 roku w trakcie wojny castellammaryjskiej.
W strukturach przestępczych Nowego Jorku i New Jersey działa wielu członków rodziny Morello.